# Prieuré de Walsingham
Le prieuré de Walsingham, était un prieuré de chanoines réguliers de saint Augustin à Walsingham, dans le Norfolk, en Angleterre. Construite au XIIe siècle, cette abbaye est détruite en 1538, sous le roi Henri VIII, lors de la Réforme anglaise.
Ce prieuré était essentiellement connu pour abriter un sanctuaire marial avec une réplique de la maison de la « Sainte Maison », maison de la Sainte Famille de Nazareth. Ce sanctuaire dédié à Notre-Dame de Walsingham était un lieu majeur de pèlerinage dans le royaume anglais durant tout le Moyen Âge, jusqu'à sa destruction au XVIe siècle.
Le parc de l'abbaye de Walsingham et le musée Shirehall sont aujourd'hui ouverts au public, permettant la visite des lieux.

## Historique

### Notre-Dame de Walsingham
Notre-Dame de Walsingham est un titre donné à la Bienheureuse Vierge Marie vénérée tant par les catholiques, les chrétiens orthodoxes de rite occidental que par certains anglicans. Cette vénération est liée aux apparitions mariales rapportées par Richeldis de Faverches (en), une noble et pieuse dame anglaise, en 1061 dans le village de Walsingham du comté de Norfolk (Angleterre). Lady Richeldis aurait fait construire un bâtiment nommée « La Sainte Maison » ((en) The Holy House) à Walsingham, lieu qui est devenu plus tard un sanctuaire et un lieu de pèlerinage,.
Un siècle plus tard, cette Sainte Maison est transmise à des chanoines réguliers de saint Augustin qui y fondent le prieuré à Walsingham. Ce prieuré et lieu de pèlerinage connait un développement florissant avec de nombreuses visites royales. Au XVIe siècle, lors de la réforme anglaise initiée par Henri VIII le sanctuaire est détruit,.
Au tournant du XXe siècle, le culte de Notre-Dame de Walsingham renait, un sanctuaire marial reconstruit à Houghton Saint Giles (en). Le culte à la Vierge de Walsingham fédère aujourd'hui plusieurs Églises chrétiennes (catholiques, anglicans et mêmes orthodoxes), créant un mouvement œcuménique autour de cette dévotion. Cette dévotion se développe également à l'extérieur du pays,,.

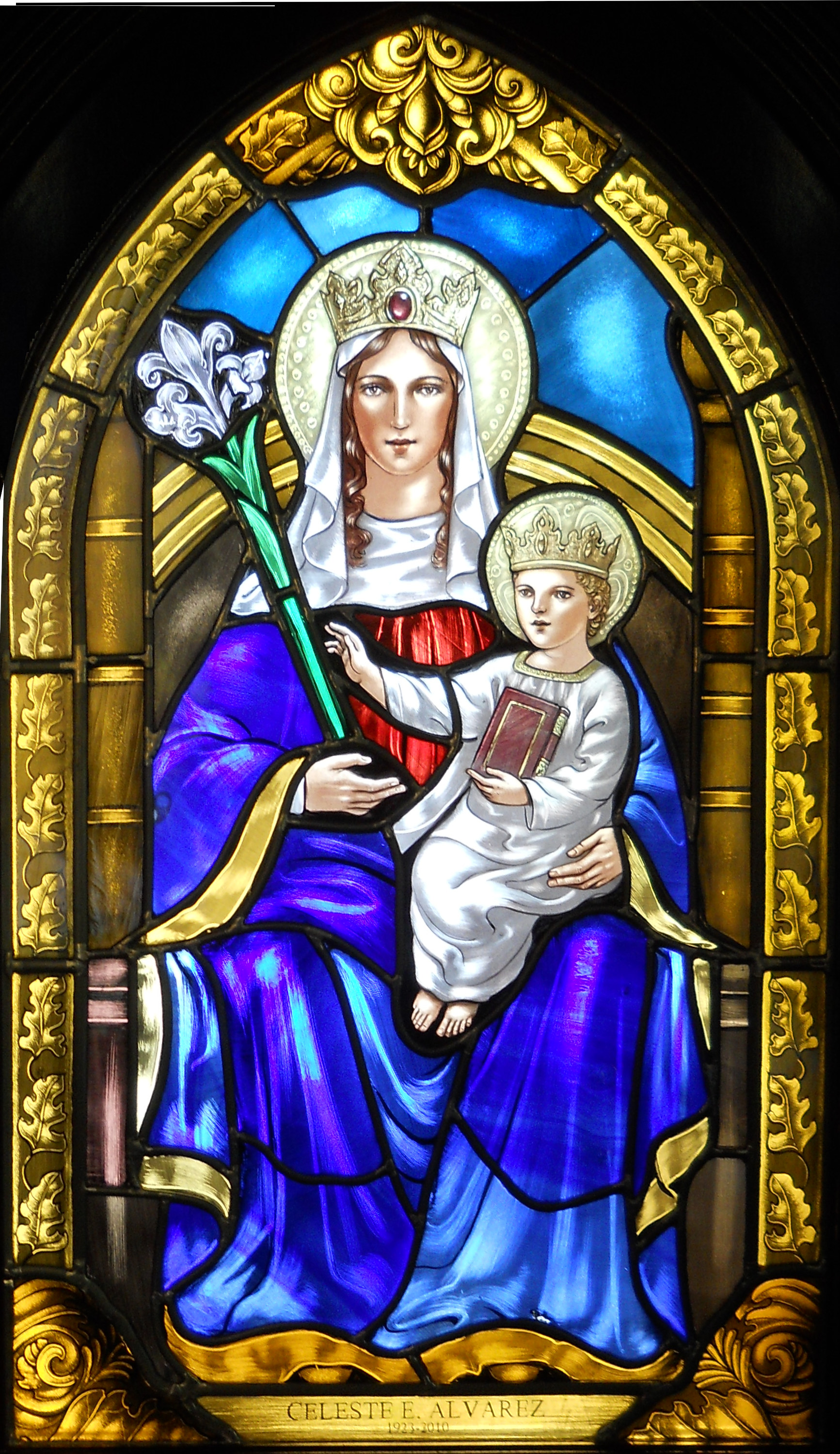
Vitrail de ND de Walsingham, Jensen Beach (Floride).
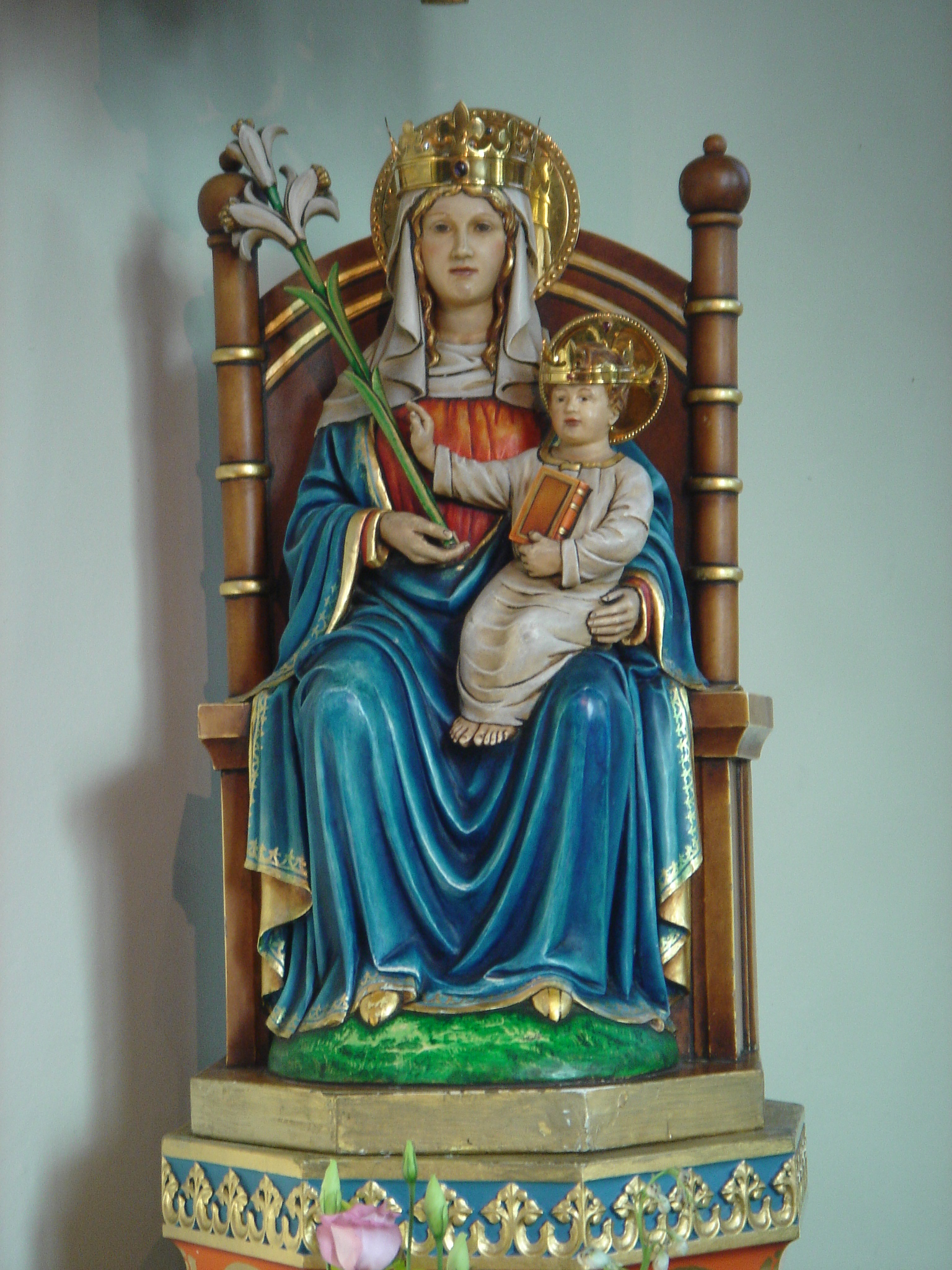
Statue dans la chapelle Slipper (Grande-Bretagne).
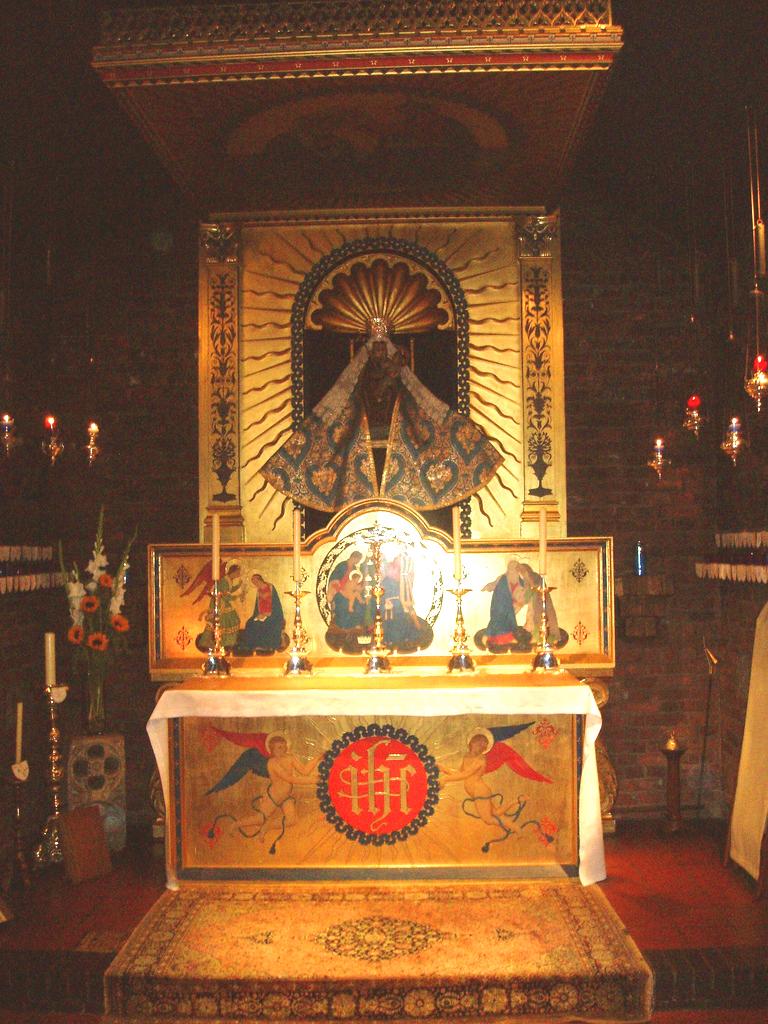
Statue de la Vierge dans le sanctuaire anglican.

### Fondation du prieuré

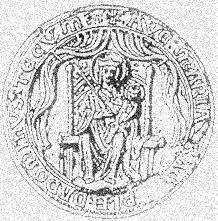
Ancien sceau du prieuré médiéval, avec le texte de l'Annonciation entourant Ave Maria Gratia Plena Dominus Tecum.

Le petit sanctuaire marial passe aux soins des chanoines réguliers de saint Augustin à une date incertaine, située entre 1146 et 1174. Les moines y fondent une abbaye (le prieuré de Walsingham) qui devient un centre du pèlerinage très important. Les moines vont ensuite intégrer la « Sainte Maison » dans une construction en pierre pour la protéger des éléments,.
À l'époque médiévale, le sanctuaire de Walsingham est un lieu de pèlerinage très important. Alors qu'en raison des guerres et des bouleversements politiques, les voyages à Rome et à Saint-Jacques-de-Compostelle devenaient fastidieux et difficiles, la présence d'un sanctuaire sur le sol anglais facilitait par sa proximité et sa sécurité les démarches de dévotion des fidèles,.

### Prospérité du sanctuaire
La « Sainte Maison », enfermée dans l'enceinte du prieuré, voit un flot continu de pèlerins se diriger vers elle. Les offrandes des pèlerins enrichissent rapidement le prieuré, produisant un revenu considérable pendant les quatre siècles de son existence. Ainsi la chapelle (et les moines qui la desservent) se voit attribuer des terres, des dîmes et des fermages. Roger Ascham, après une visite au XVIe siècle déclara : « Les Trois Rois ne seront pas aussi riches, je crois, que l'était la Dame de Walsingham ».
Les documents fiscaux de 1291 rapportent que le prieuré possédait alors des biens dans 86 paroisses différentes du Norfolk, et que son revenu annuel provenant de ces sources était de 79 £. En 1535, les revenus annuels de l'abbaye sont de presque 400 £.

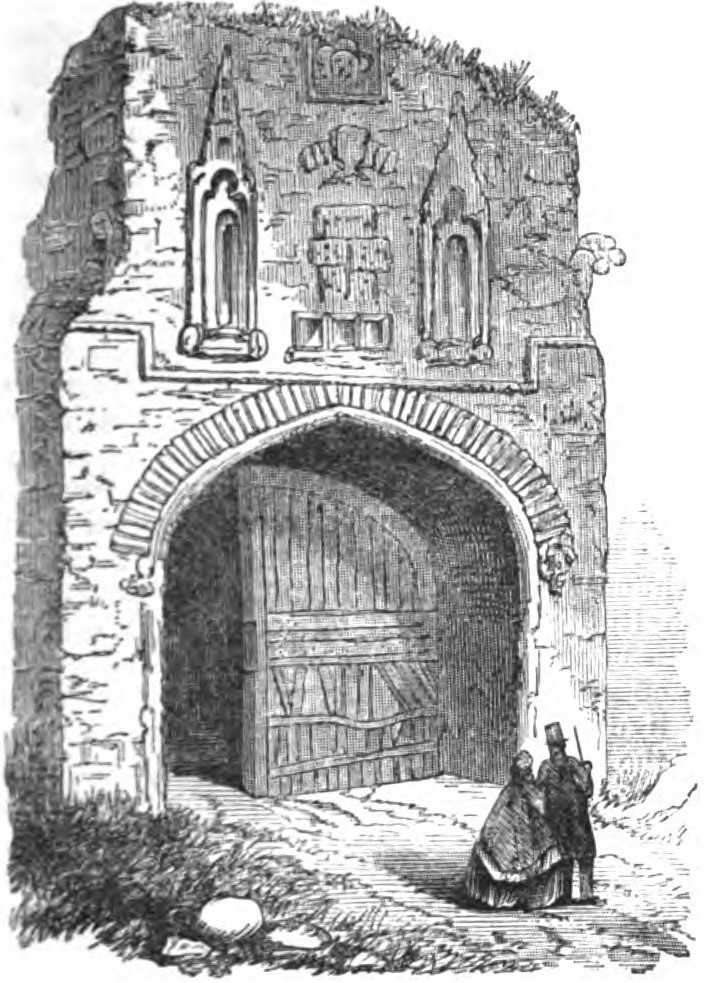
Gravure représentant le portail d'entrée du prieuré.

De plus, le patronage royal a aidé le sanctuaire à croître à la fois en richesse et en popularité. Les rois d'Angleterre s'y rendent d'ailleurs régulièrement, :
- le roi Henri III
- le roi Édouard Ier en 1280 et 1296
- le roi Édouard II en 1315
- le roi Henri IV en 1455
- le roi Édouard IV
- le roi Henri VII en 1487
- le roi Henri VIII en 1513[N 1]
- la reine Catherine d'Aragon.

Si la reine Catherine d'Aragon se rend régulièrement en pèlerinage dans ce sanctuaire, Anne Boleyn (seconde épouse d'Henri VIII) bien qu'ayant annoncé publiquement son intention de faire un pèlerinage, ne le fit jamais.
En plus des membres de la famille royale, de nombreux nobles, évêques ou officiers font le pèlerinage, pour répondre à des vœux, ou en remerciement pour des miracles ou des victoires militaires. Chaque pèlerinage est l'occasion d'offrandes importantes au sanctuaire. Les rois d'Angleterre ne sont pas les seuls à se rendre en pèlerinage sur ce lieu : les rois d'Écosse, comme Robert Bruce s'y rendent également.
À la suite d'un vœu, Érasme effectue lui aussi le pèlerinage. Lors de sa visite en 1511, il laisse quelques vers écrits en grec dans le sanctuaire. Treize ans plus tard, l'écrivain évoquera dans son « son colloque sur les pèlerinages », la richesse et la magnificence de Walsingham ainsi que certains de ses miracles réputés.
Il dira : « Quand vous regardez à l'intérieur, vous diriez que c'est la demeure des saints, tant elle brille avec des pierres précieuses, de l'or et de l'argent... Notre-Dame se tient dans l'obscurité à droite de l'autel... une petite image, remarquable ni pour sa taille, son matériau ou sa fabrication »,.

### Décadence de l'abbaye
Les visites épiscopales de la fin du XVe siècle et du début du XVIe siècle montrent que le prieuré de Walsingham, probablement corrompu par les richesses que les pèlerins offraient au sanctuaire, était la maison religieuse la plus désordonnée et la plus amorale de tout le diocèse.
La visite de Mgr Richard Nykke (en) en 1514 révèle que le prieur menait une vie scandaleuse et que, entre autres choses, il traitait les chanoines avec insolence et brutalité ; les chanoines eux-mêmes (au nombre d'une trentaine pour cette seule abbaye) fréquentaient les cabarets et se querellaient. Les serviteurs de l'abbaye suivaient l'exemple de leurs maitres. L'évêque mène alors une lutte importante pour restaurer la dignité du culte et ramener les chanoines dans le droit chemin. Il doit pour cela lutter contre l'abbé, mais aussi contre certains chanoines. Un nouveau prieur est élu pour remplacer le précédent. En 1526, les récits de visites épiscopales semblent rapporter que l'ordre avait été globalement rétabli dans le prieuré.

### Destruction du sanctuaire et de l'abbaye

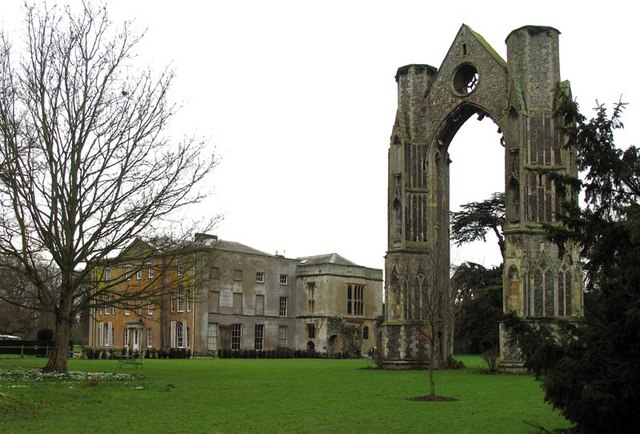
Ruines de l'église du prieuré de Walsingham. La Sainte Maison aurait été située dessous.

Au moment de sa destruction en 1538 sous le règne d'Henri VIII, le sanctuaire était devenu l'un des plus grands centres religieux d'Angleterre (avec Glastonbury et Canterbury) et d'Europe. La suppression des monastères faisait partie du projet de la Réforme anglaise. En 1530, le prieur de Walsingham, Richard Vowell, signe l'acceptation de la suprématie du roi (sur les religieux). Les actions de Cromwell étaient motivées par des considérations politiques, mais de leur côté, les chanoines qui possédaient un certain nombre de maisons à Norfolk, n'étaient pas connus pour leur piété ou leur bon ordre.
Sous prétexte de découvrir d'éventuelles irrégularités dans leur vie, Thomas Cromwell organisa une série de visites dont les résultats conduisirent à la suppression des fondations les plus petites en 1536 (ce qui n'incluait pas encore Walsingham). Si le prieur était manifestement docile, toute la communauté n'était pas du même avis. En 1537, deux choristes laïcs organisèrent « le plus grave complot ourdi au sud du Trent », destiné à résister à ce qu'ils craignaient qu'il arrive à leur fondation : sa fermeture. À la suite de cela, onze hommes ont été exécutés. Le sous-prieur, Nicholas Milcham, a été accusé de conspiration pour s'être rebellé contre la suppression des petits monastères et, sur la base de faibles preuves, a été reconnu coupable de haute trahison et pendu à l'extérieur des murs du prieuré.
La suppression du prieuré de Walsingham est intervenue à la fin de 1538, avec l'accord du dernier prieur, Richard Vowell, et sous la supervision de Sir Roger Townshend (en), un propriétaire foncier local. Le prieur a même « aidé les commissaires du roi » à retirer la statue de Notre-Dame, de nombreux ornements en or et en argent et à la spoliation générale du sanctuaire. La « Sainte Maison » (en bois) est incendiée. Pour ses bons services, le prieur reçut une pension de 100 livres par an (ce qui constituait une somme importante à l'époque), tandis que les quinze des chanoines restants recevaient des pensions variant de 4 livres à 6 livres. Le sanctuaire fut démantelé et le prieuré détruit, son emplacement fut vendu sur ordre d'Henri VIII à un certain Thomas Sidney pour 90 livres, et un hôtel particulier fut par la suite érigé à sa place,. L'emplacement du prieuré avec le cimetière et les jardins a été accordé par la Couronne à Thomas Sydney. Il n'en restait que la guérite, l'arc du chœur et quelques dépendances. Walsingham étant célèbre, sa chute fut symboliquement forte.

### Postérité du lieu de culte
La toute fin du XIXe siècle voit la résurgence du culte à Notre-Dame de Walsingham avec la restauration de la chapelle Slipper par l'Église catholique (cette chapelle, distante d'un mille du prieuré était la dernière étape des pèlerins jusqu'au sanctuaire de la Vierge de Walsingham). Cette chapelle devient en 1934 le centre du nouveau sanctuaire Notre-Dame-de-Walsingham, accueillant au cours des décennies, un nombre croissant de pèlerins catholiques,.

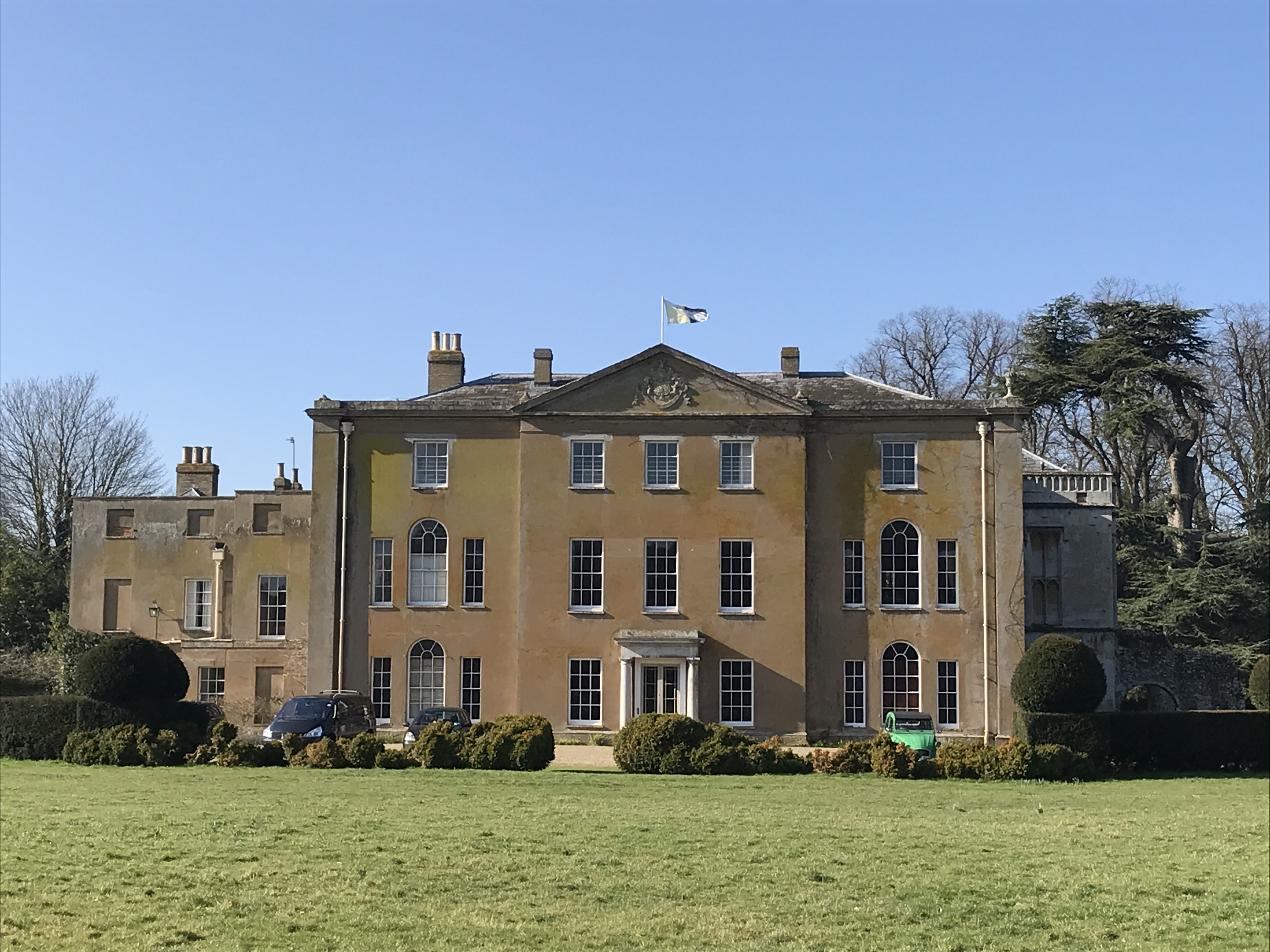
Le musée.

De leur côté, les autorités anglicanes reconstruisent à partir de 1921 un nouveau sanctuaire anglican de Walsingham, à une centaine de mètres seulement du précédent sanctuaire, détruit quatre siècles plus tôt,,.
Ces deux lieux de culte, travaillant en collaboration, s'inscrivent dans la continuité historique du précédent sanctuaire marial. Aujourd'hui, les ruines de l'abbaye, ainsi qu'un musée peuvent être visités et permettent de mieux connaitre l'histoire de cet édifice disparu.

## Description
Les ruines du prieuré sont classées I au Royaume-Uni. Le premier classement date de 1915, la dernière mise à jour date de 2014.

## Notoriété
La ballade élisabéthaine, A Lament for Walsingham, exprime la tristesse et la nostalgie des habitants du Norfolk lors de la perte et de la destruction « de leur sanctuaire de Notre-Dame de Walsingham » en 1538.
Érasme cite dans son « son colloque sur les pèlerinages », évoque dans son traité « la richesse et la magnificence de Walsingham » ainsi que certains de ses miracles réputés.

### Sources
- (en) Cet article est partiellement ou en totalité issu de l’article de Wikipédia en anglais intitulé « Walsingham Priory » (voir la liste des auteurs).